# Skyranger 35

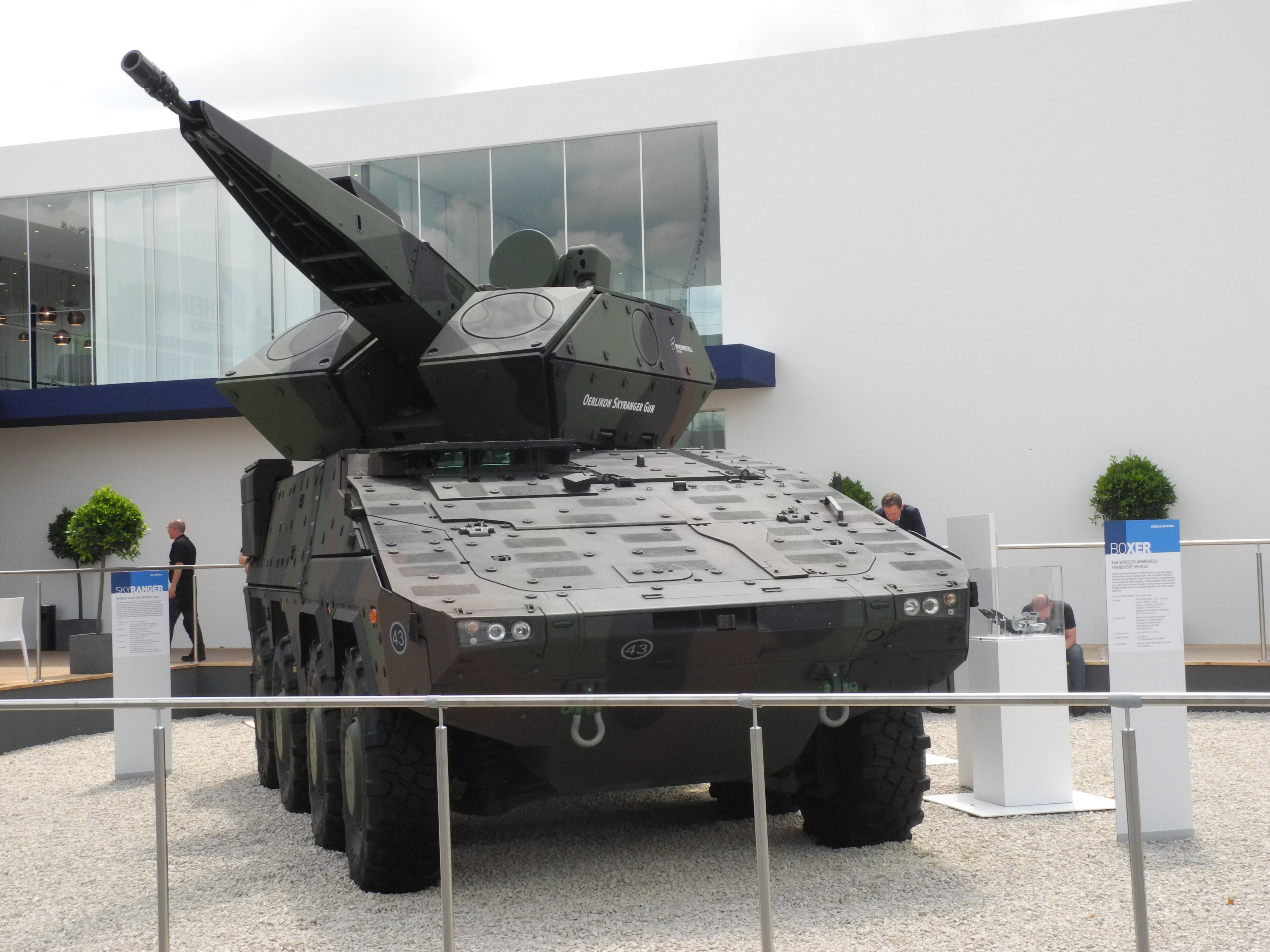
Egy Boxer alvázra telepített Skyranger 35 rendszer

A Skyranger 35 egy önjáró légvédelmi löveg (SPAAG), amely a 35 milliméteres Oerlikon Revolver Cannon Mk3 gépágyúra épül. A gépágyú képes programozott lövedékek kilövésére, amely egy meghatározott idő után, a cél közelében robbannak fel. A lézer vagy a radar által mért céltávolság és célsebesség alapján kiszámított időzítést a cső végén elhelyezett elektromágneses műszer „közli” a lövedékkel, annak sebességét is figyelembe véve. Minden lövedék 152 darab 3,3 grammos volfrám-hengert tartalmaz, amelyek a megfelelő időzítésnek köszönhetően hatékony repeszfelhőt hoznak létre a célpont útvonalában.  A löveghez létezik egy 600 darab egy grammnál kisebb repeszt tartalmazó lőszertípus PMD 428 néven, amely kifejezetten kis méretű drónok ellen hatásos a sűrűbb repeszfelhőnek köszönhetően. A gépágyú hatásos lőtávolsága mintegy 4 kilométer.
A pontos irányzást egy lézeres távmérővel, nappali és éjjellátó kamerával ellátott elektrooptikai rendszer valamint egy célkövető radar biztosítja. A rendszer a látóhatáron túli célok adatait egy külső radarállomástól kaphatja, de a legújabb változata már Oerlikon AMMR célfelderítő radarral is fel van szerelve. 
Az AMMR radar detektálási hatótávolsága az alábbiak szerint alakul:
- 1 négyzetméteres radarkeresztmetszetű (kb. F-16 méretű) cél esetén: legalább 20 km, legfeljebb 30 km
- Egyhelyben függeszkedő helikopter esetén: legalább 12 km
- Rakéták, irányított bombák esetén: 10 km
- Tüzérségi lövedékek (pl. aknagránát) és kis méretű drónok: 5 km

Az AMMR radar egyidejűleg 150 célt képes követni.
A rendszer légi célokat álló helyzetből, földi célokat mozgásból is képes sikeresen támadni.
A rendszer kezeléséhez két ember szükséges: a parancsnok és az irányzó, akik a hordozó járműben foglalnak helyet, a lövegtorony ugyanis teljesen távirányítású. Mindketten egy-egy megegyező kialakítású konzolon dolgoznak, szerepeik könnyen felcserélhetőek illetve szükség esetén akár egy fő is kezelheti a rendszert. A lőszerrel feltöltve a Skyranger 35 lövegtorony 4,25 tonnát nyom és szinte bármelyik korszerű 6×6-os, 8×8-as vagy lánctalpas csapatszállító harcjármű (APC) hordozhatja. A prototípust például egy Boxer harcjárműre építették. A Skyranger 35-nek egyelőre még nincs megrendelője.

## Rendszeresítők

### Potenciális rendszeresítők
Egyesült Királyság - A brit haderő is érdeklődik a rendszer iránt: 8×8-as Boxer harcjárművekre telepítenék azokat a tervek szerint.

### Sikertelen értékesítések, tenderek
A Magyar Honvédség is érdeklődött a Skyranger 35 iránt, amelyet a Lynx harcjárműre terveztek telepíteni. A szaksajtó szerint 30×173 milliméteres lőszert tüzelő Skyranger 30 rendszer kerül végül rendszeresítésre várhatóan, mivel ez a kaliber megegyezik a Lynx gyalogsági harcjármű lőszerével, ami számottevő logisztikai előnyt jelent.

## Összehasonlítás
|                                                               | Skyranger 30                                  | Skyranger 35                                  | CV90 TriAD / Lkvk 90              | Pantsir S1 / SA-22                     |
| ------------------------------------------------------------- | --------------------------------------------- | --------------------------------------------- | --------------------------------- | -------------------------------------- |
| Gyártóország                                                  | Németország / Svájc                           | Németország / Svájc                           | Svédország                        | Oroszország                            |
| Gyártó vállalat                                               | Rheinmetall Air Defence AG                    | Rheinmetall Air Defence AG                    | BAE Systems AB                    | KBP Tula                               |
| Kezelők száma                                                 | 2 fő (harcjárműben)                           | 2 fő (harcjárműben)                           | 2 fő (toronyban)                  | 3 fő (harcjárműben)                    |
| Célkereső Radar                                               | Rheinmetall Oerlikon AMMR                     | Rheinmetall Oerlikon AMMR                     | Thomson CSF PS-95                 | 1RS2-1E                                |
| Hullámsáv                                                     | S-sáv / X-sáv                                 | S-sáv / X-sáv                                 | (nincs adat)                      | L-sáv / UHF                            |
| Detektálási távolság                                          | ≥20km (1 m2 RCS cél) 50 km (műszeres maximum) | ≥20km (1 m2 RCS cél) 50 km (műszeres maximum) | 14,8 km (cél jellemző nem ismert) | 32–36 km (RCS: 2 m2)                   |
| Keresés közben követhető célok száma (Track while scan - TWS) | 150 légicél                                   | 150 légicél                                   | (nincs adat)                      | (nincs adat)                           |
| Célkövető radar                                               | opcionális: RM Oerlikon                       | RM Oerlikon                                   | nincs                             | (nincs adat)                           |
| Hullámsáv                                                     | Ku-sáv                                        | Ku-sáv                                        | nincs                             | (nincs adat)                           |
| Detektálási távolság                                          | 30 km (műszeres maximum)                      | 30 km (műszeres maximum)                      | nincs                             | 24–28 km (RCS: 2 m2)                   |
| Gépágyú                                                       | 1 db 30×173mm KCE                             | 1 db 35×228mm Revolver Cannon KDG             | 1 db 40×365mmR Bofors L/70        | 2 db 30×165 mm 2A38                    |
| Függőleges irányzás                                           | -10 / +85 fok között                          | -5 / +85 fok között                           | -8 / +50 fok között               | -9 / +85 fok között                    |
| Vizszintes irányzás                                           | 360 fok                                       | 360 fok                                       | 360 fok                           | 360 fok                                |
| Elméleti tűzsebesség                                          | 960–1200 lövés/perc                           | 1000 lövés/perc                               | 330 lövés/perc                    | 4000 lövés/perc (a két gépágyú együtt) |
| Lőszerkészlet                                                 | 252 db lőszer                                 | 252 db lőszer                                 | 232 db lőszer                     | 2×700 db lőszer                        |
| Hatásos lőtávolság                                            | 3000 méter                                    | 4000–4500 méter                               | 4000 méter                        | 4000 méter                             |
| Programozható lőszer                                          | AHEAD / KETF                                  | AHEAD / KETF                                  | Bofors 3P                         | nincs                                  |
| Lövegtorony tömege (lőszerrel)                                | 2500kg                                        | 4250 kg                                       | (nincs adat)                      | (nincs adat)                           |
| Lézerfegyver                                                  | Rheinmetall HEL                               | (opcionális) Rheinmetall HEL                  | nincs                             | nincs                                  |
| Teljesítmény                                                  | 20–50 kW (jövőben 100kW)                      | 20–50 kW (jövőben 100kW)                      | nincs                             | nincs                                  |
| Rakéta-fegyverzet                                             | 2–4 db Stinger vagy Mistral                   | nincs                                         | nincs                             | 12 db 57E6-E                           |
| Rakéta rávezetési módja                                       | passzív infravörös                            | nincs                                         | nincs                             | rádió-parancs                          |
| Hatótávolság                                                  | 6–7,5 km                                      | nincs                                         | nincs                             | 18 km                                  |
| Maximális magasság                                            | 3 km                                          | nincs                                         | nincs                             | 15 km                                  |